# 阿標特斯嶺
阿標特斯嶺是加拿大卑詩省溫哥華西部的一個高尚住宅區，北臨16街，南臨41街，西臨麥健時街（Mackenzie Street），東臨東大道（East Boulevard）。該社區街道綠樹成蔭，兩側排列着豪華的住宅。

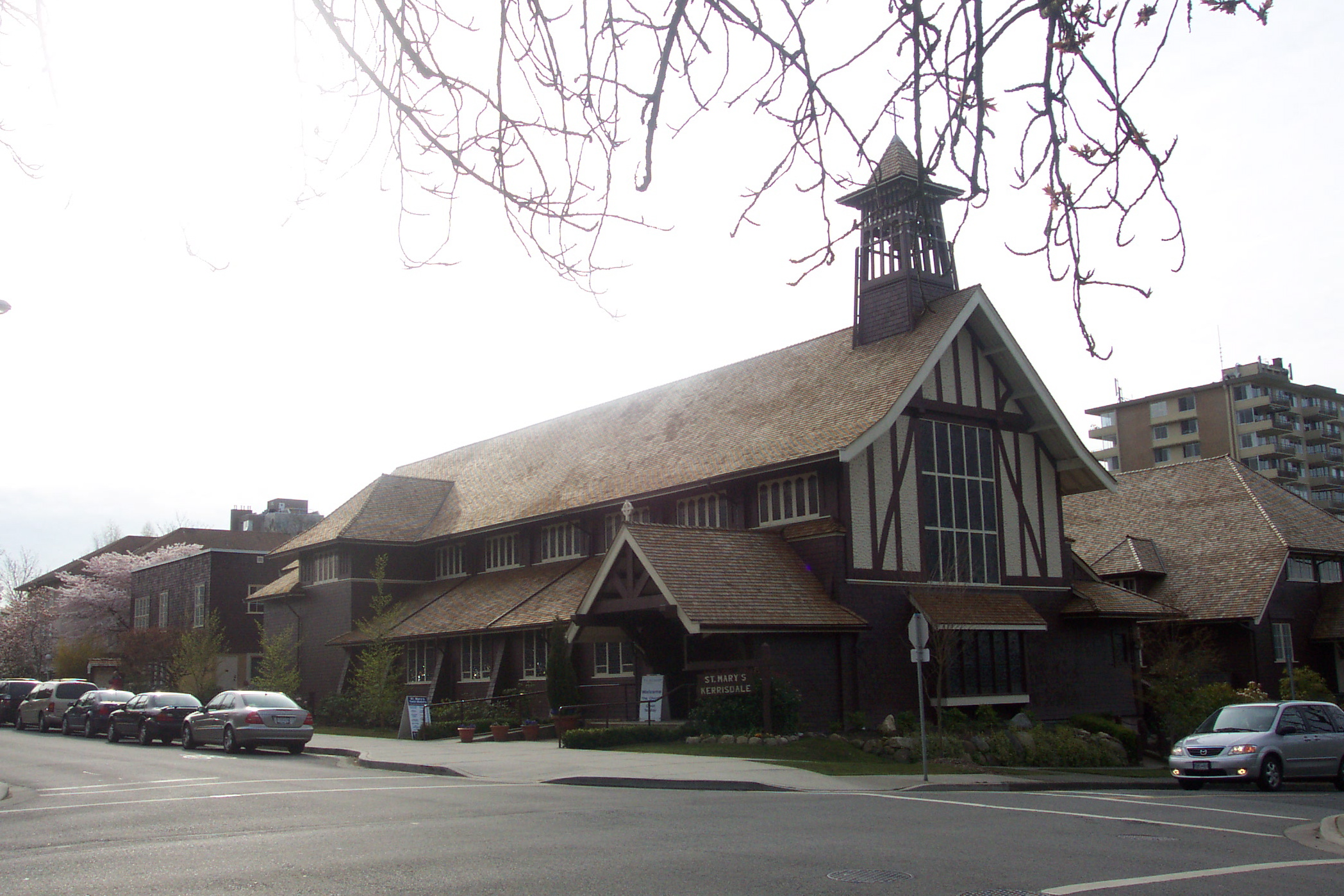
嘉利士杜聖母堂

該社區的發展曾靠卑詩電力鐵路公司的溫哥華-史提夫斯頓城際電車路線推動，該電車路線於1905至1958年間運行。這條城際鐵路曾經沿用的路線現為阿標特斯綠道（Arbutus Greenway）的一部分。

## 教育
社區內設有加拿分小學（Carnarvon Elementary School）、特拉法加小學（Trafalgar Elementary School）及威爾斯親王中學（Prince of Wales Secondary School）。

## 商業
阿標特斯嶺社區以住宅區為主。百老匯街與西16街之間的阿標特斯街（Arbutus Street）路段沿線有小型商鋪。

## 住宿
該區域沒有傳統酒店，只有數家住宿加早餐旅舍，例如位於西21街、阿標特斯街及紫杉街（Yew Street）之間的溫哥華旅客住宿加早餐旅舍 （页面存档备份，存于）（Vancouver Traveler Bed and Breakfast）。

## 外部連結
- City of Vancouver – Arbutus Ridge （页面存档备份，存于）
- Vancouver Heritage Foundation.org /house-styles/ （页面存档备份，存于）

49°15′27″N 123°10′28″W / 49.25750°N 123.17444°W